# Stolonica prolifera
Stolonica prolifera är en sjöpungsart som först beskrevs av Sluiter 1905.  Stolonica prolifera ingår i släktet Stolonica och familjen Styelidae. Inga underarter finns listade i Catalogue of Life.